# 杨军 (1959年)
杨军（1959年11月—），男，汉族，云南陆良人，中华人民共和国政治人物。山东经济学院干部专修科财经专业毕业，南开大学经济学专业硕士毕业，北京大学经济学院金融学专业博士学位。

## 生平
1976年11月参加工作，在青岛市财政局财政干部培训班学习。1977年3月，进入青岛市财政局，任市北分局一股专管员。1977年10月，任企业财务科办事员、科员。1983年3月加入中国共产党。1983年9月，在山东经济学院干部专修科财经专业学习。1985年7月，任企业财务科副科长。1986年4月，任调研室主任。1987年1月，任青岛市人民政府财贸办公室副主任、党组成员（其间：1993年9月至1996年8月，在南开大学经济学专业研究生班学习，获经济学硕士学位）。1993年12月，任青岛证券交易中心总经理、党组副书记。
1998年2月，任青岛市副市长。1998年4月，兼任中共青岛市委建设工委书记。1999年11月，再兼任青岛市土地管理局局长、市规划局局长直到2001年4月。2003年2月，任中共青岛市委常委、市委建设工委书记。2003年4月，任中共青岛市委常委、市委宣传部部长（2003年6月，兼第二十九届奥运会组委会帆船委员会（青岛）副主席；其间：1999年9月至2003年7月，在北京大学经济学院金融学专业学习，获经济学博士学位）。
2006年2月，任中共日照市委副书记、代市长、市政府党组书记（6月当选市长）。2008年2月，任中共日照市委书记、市委党校校长。2008年，当选第十一届全国人民代表大会山东地区代表。
2016年9月，回到青岛，出任中共青岛市委副书记。2017年4月，任青岛市政协主席。直到2022年4月卸任

2018年1月，当选第十三届全国政协委员。